# Liste des piloris en France
Cet article recense la liste non exhaustive des piloris en France.

## Liste par département
| Département          | Nom du site                        | Commune                     | Observation |
| -------------------- | ---------------------------------- | --------------------------- | ----------- |
| Ain                  | Pilori de Virieu-le-Grand          | Virieu-le-Grand             |             |
| Ardenne              | Pilori de Rocroi                   | Rocroi                      |             |
| Aude                 | Pilori d'Alet-les-Bains            | Alet-les-Bains              |             |
| Aude                 | Pilori de Sigean                   | Sigean                      |             |
| Aveyron              | Pilori de Millau                   | Millau                      |             |
| Dordogne             | Pilori de Belvès                   | Belvès                      |             |
| Dordogne             | Pilori de Montferrand-du-Périgord  | Montferrand-du-Périgord     |             |
| Drôme                | Pilori d'Étoile-sur-Rhône          | Étoile-sur-Rhône            |             |
| Drôme                | Pilori de Rousset-les-Vignes       | Rousset-les-Vignes          |             |
| Lozère               | Pilori de Le Malzieu               | Le Malzieu-Ville            |             |
| Maine-et-Loire       | Pilori de Brain-sur-Longuenée      | Brain-sur-Longuenée         |             |
| Meuse                | Pilori du gibet de Creuë           | Creuë                       |             |
| Moselle              | Pilori de l'Abbaye de Sturzelbronn | Sturzelbronn                |             |
| Nièvre               | Pilori de Brinon-sur-Beuvron       | Brinon-sur-Beuvron          |             |
| Nord                 | Pilori d'Avesnelles                | Avesnelles                  |             |
| Nord                 | Pilori de Lallaing                 | Lallaing                    |             |
| Nord                 | Pilori de Marcq-en-Ostrevent       | Marcq-en-Ostrevent          |             |
| Nord                 | Pilori de Maubeuge                 | Maubeuge                    |             |
| Nord                 | Pilori de Roucourt                 | Roucourt                    |             |
| Pas-de-Calais        | Pilori d'Écoivres                  | Mont-Saint-Éloi             |             |
| Pyrénées-Atlantiques | Pilori de Bayonne                  | Bayonne                     |             |
| Pyrénées-Atlantiques | Pilori d'Izeste                    | Izeste                      |             |
| Bas-Rhin             | Pilori d'Oberbronn                 | Oberbronn                   |             |
| Bas-Rhin             | Pilori de Wangen                   | Wagen                       |             |
| Métropole de Lyon    | Pilori de Genay                    | Genay                       |             |
| Métropole de Lyon    | Le Pilori d'Yvours                 | Pierre-Bénite               |             |
| Paris                | Pilori des Halles (détruit)        | 1er arrondissement de Paris |             |
| Seine-et-Marne       | Pilori de Faÿ-lès-Nemours          | Faÿ-lès-Nemours             |             |
| Tarn                 | Pilori de Castelnau-de-Montmiral   | Castelnau-de-Montmiral      |             |
| Vosges               | Pilori des princes                 | Senones                     |             |
| Yonne                | Pilori de Mouffy                   | Mouffy                      |             |